# حرم عباس بن علی

گنبد حرم عباس بن علی در کربلا، عراق

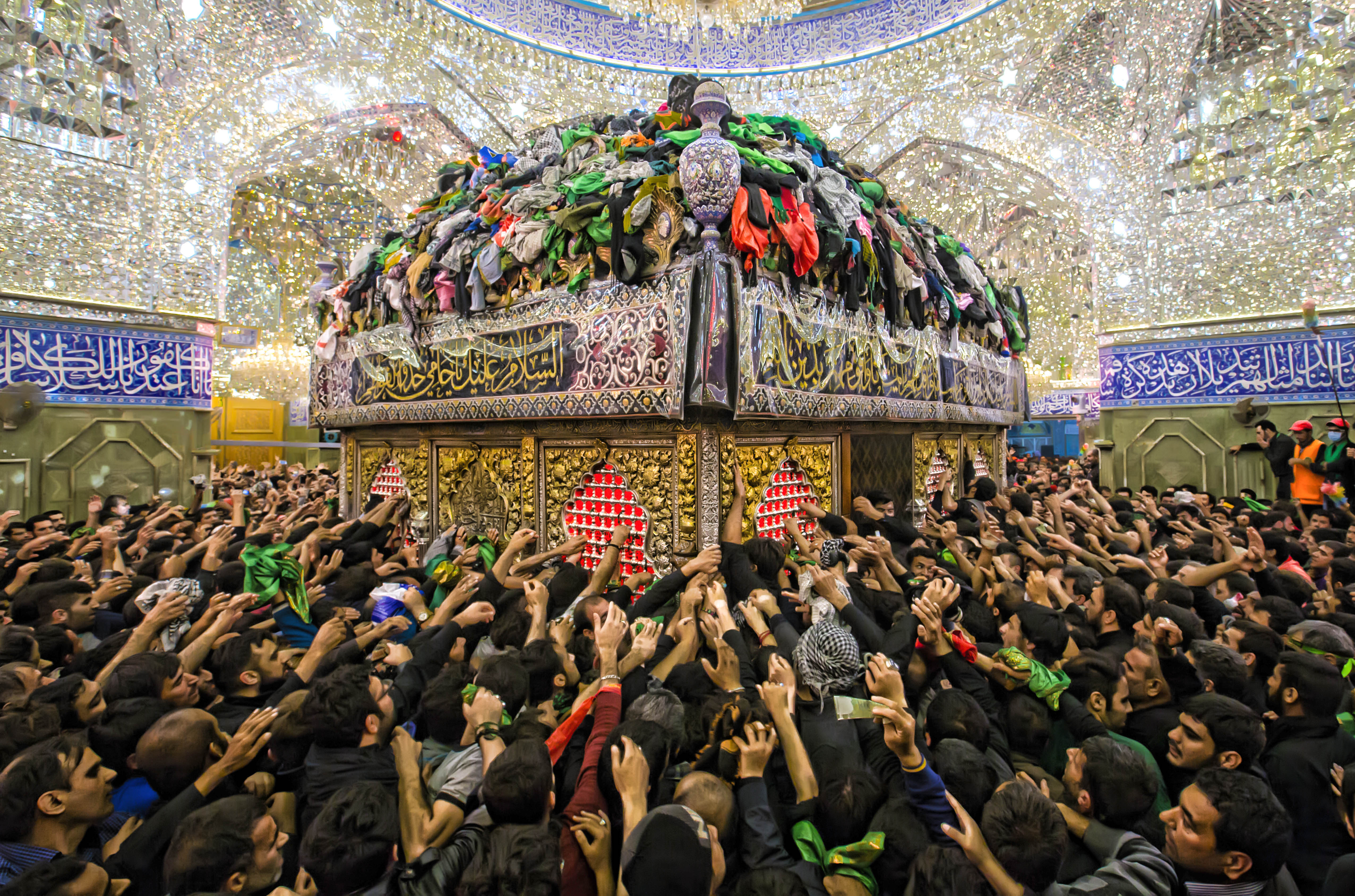
ضریح عباس بن علی

آرامگاه عباس بن علی یا حرم ابوالفضل العباس یا مسجد عباس یک مسجد و آرامگاه یادمانی و محل دفن عباس بن علی ، پسر علی بن ابی طالب و برادر حسین بن علی است که در کربلا قرار دارد و شیعیان بین آرامگاه وی و حسین بن علی را بین‌الحرمین می‌نامند.

## موقعیت
حرم عباس بن علی در میانه کربلا، شهری در هشتاد کیلومتری نجف و صد کیلومتری بغداد است. موقعیت جغرافیایی این شهر ۳۲ درجه و ۴۰ دقیقه عرض شمالی و ۴۳ درجه و ۵۰ دقیقه طول شرقی است.

## تاریخچه
عباس بن علی، که به امر برادرش حسین بن علی به منظور تهیه آب برای اهالی خیمه‌گاه به سمت رود فرات رفته بود، بعد از رودرویی با دشمنان در کنار نهر علقمه کشته شد و به علت دوری محل درگذشت وی از خیمه‌گاه حسین بن علی و میدان نبرد و نیز شدت یافتن جنگ، پیکر وی در همان محل باقی ماند و سپس همان‌جا نیز به خاک رفت. بنی‌اسد، اولین کسانی بودند که قبر وی را به شکلی بارز و برجسته بنا کردند تا آثار آن از بین نرود. اولین زائران این آرامگاه نیز نخست عبیدالله فرزند حرّ جعفی، از برجستگان شیعه در کوفه و سپس در بیستم صفر سال ۶۲ ق صحابی مشهور جابر بن عبدالله انصاری بودند.

## خصوصیات ساختمان
حرم عباس بن علی ۳۷۸ متری شمال شرقی حرم حسین بن علی قرار دارد و یک میدان بزرگ هر دو آستانه را دربرگرفته‌است. قبر عباس بن علی در وسط حرم واقع شده و بر روی آن صندوق خاتم نفیس اهدایی قرار دارد که با گذشت زمان تعمیراتی روی آن انجام شده‌است. روی صندوق را ضریح نقره‌ای پوشانده که به همت سید محسن حکیم و با دست هنرمندان اصفهانی با به کار بردن چهارصد هزار مثقال نقره خالص و هشت هزار مثقال طلا پس از سه سال کار مداوم در سال ۱۳۸۵ قمری در حرم نصب گشته‌است.

### عمارت حرم
چهار طرف عمارت حرم دارای چهار رواق قرینه است که ابهت خاصی به عمارت حرم بخشیده و به یکدیگر منتهی می‌گردند. سقف و تمامی دیوارهای عمارت حرم و رواقها به دست هنرمندان ایرانی آینه‌کاری شد و بر فراز ضریح یک گنبد بزرگ بنا شده که در سال ۱۳۷۵ قمری طلاکاری آن انجام یافته‌است. در دو طرف ایوان جنوبی حرم، دو مناره واقع شده‌است. در قسمت جنوبی حرم یک ایوان سرتاسری سرپوشیده واقع شده‌است که در وسط آن یک در طلایی میناکاری ساخت اصفهان و در سمت شرق و غرب آن نیز دو در کوچک دیگر واقع است که هر سه در به داخل رواق جنوبی منتهی می‌شود.

### صحن
حرم عباس بن علی دارای یک صحن چهارگوش است که حرم در وسط آن واقع شده و در چهار طرف صحن حجراتی بنا گشته که در آن جمع کثیری از علمای امامیه و سلاطین و امرای شیعه دفن شده‌اند و کاشی‌کاری موجود در تمامی صحن آستانه، مربوط به عصر قاجاریه و بعد از آن است.

### سقاخانه‌ها
در صحن عباس بن علی دو سقاخانه عمومی وجود داشته‌است:
- یکی از این آبخورگاه‌ها در ضلع شرقی صحن و در مقابل مقبره راجه قرار داشته و بهره هند (طایفه‌ای از اسماعیلیان) آن را نوسازی کرده بودند و در جوار آن نیز دو درخت میوه و یک درخت سدر بوده‌است.
- دیگری در ضلع غربی، در جوار باب‌السوق بوده و در نزدیک آن دو درخت خرما وجود داشته‌است. البته امروزه از این آبخورگاه‌ها و همچنین از درختان نخل و سدر اثری نیست.[۲]

### عمارت

#### عمارت اول
مختار ثقفی در دوران قدرت و حکومتش اولین عمارت را بنا گشت و بعد از این عمارت و به‌طور کلی تمام شهر کربلا کم‌کم‌ رو به آبادانی نهاد، ولی هارون الرشید در سال ۱۷۰ قمری دستور خراب کردن آن را داد.

#### عمارت دوم
عمارت دوم در عصر مأمون از نو ساخته شد. در سال ۲۳۲ قمری متوکل عباسی بر مسند خلافت نشست و دستور تخریب کامل حرم حسین بن علی و حرم عباس بن علی و تمامی شهر کربلا را داد و پس از تخریب، تمامی منطقه را شخم زدند و به آن آب بستند.

#### عمارت سوم
المنتصر، خلیفه عباسی، بر خلاف سیاست پدر خود ـ متوکل ـ با شیعیان روش دوستانه و صمیمانه‌ای داشت. وی اموال زیادی بین علویان تقسیم کرد و حکم به تعمیر بنای شهر کربلا و حرم عباس بن علی داد. در نتیجه، کربلا در عصر او رونق یافت و زائران این حرم‌ها از اطراف به سوی کربلا سرازیر شدند.

#### عمارت چهارم
در سال ۳۶۷ قمری عضدالدوله دیلمی وارد بغداد شد، سپس به زیارت کربلا و نجف شتافت و دستور داد مرقد عظیم و باشکوهی برای عباس بن علی بنا کنند. بنای مزبور در سال ۳۶۷ قمری آغاز شد و در سال ۳۷۲ پایان یافت و عمارت امروزه حرم عباس بن علی از عضدالدوله است که از شکوه و عظمت خاصی برخوردار است.
در عصر جلایریان: پس از تأسیس دولت جلایریان در ایران و به قدرت رسیدن شیخ حسن ایلکانی در سال ۷۴۰ قمری، سلطان اویس (فرزند شیخ حسن) تعمیرات این آرامگاه را شروع کرد که در عصر فرزندش، سلطان احمد، در سال ۷۸۶ پایان یافت و هدایای زیادی از ایران به آستانه مزبور ارسال شد.
در عصر صفویه: شاه اسماعیل صفوی ۲۵ جمادی‌الثانی ۹۱۴ قمری فاتحانه وارد بغداد شد و مورد استقبال بی‌نظیر شیعیان قرار گرفت. وی سپس در روز بعد، یعنی ۲۶ جمادی‌الثانی، به سمت کربلا حرکت و یک شبانه روز در حرم حسین بن علی معتکف شد و سپس به حرم عباس بن علی رفت و دستور تعمیرات وسیعی را در آن آرامگاه صادر و دوازده قندیل از طلای خالص به نام دوازده امام را که با خود آورده بود به حرم عباس بن علی اهدا کرد و تمامی حرم و رواقها را با فرش گرانبهای ابریشم بافت اصفهان مفروش نمود و خدمه مخصوصی نیز برای نگاهداری و روشنایی قندیل آستانه استخدام کرد که تبار آن امروزه با عنوان (آل قندیل) در کربلا شهرت دارد. اسماعیل صفوی، همچنین دستور کاشی‌کاری گنبد صادر کرد که تا سال ۱۳۰۲ قمری کاشی‌کاری باقی بود.
در زمان نادرشاه افشار: در سال ۱۱۵۳ قمری نادرشاه هدایای زیادی به حرم عباس بن علی ارسال داشت و تعمیرات وسیعی در آن آرامگاه انجام گرفت.

در زمان وهابیان: در ۱۸ ذی الحجة الحرام سال ۱۲۱۶ قمری، که انبوه مردم برای درک زیارت عید غدیر از کربلا به نجف اشرف رفته بودند، سعود بن عبدالعزیز وهابی فرصت را مغتنم شمرده و با لشکری عظیم به شهر کربلا حمله برد و حکم به تاراج تمامی شهر داد و آستانه حرم عباس بن علی را نیز خراب کرد و تمامی هدایای سلاطین و ملوک صفویه و نادرشاه و قندیل‌های طلا و نقره و غیره را به یغما برد.

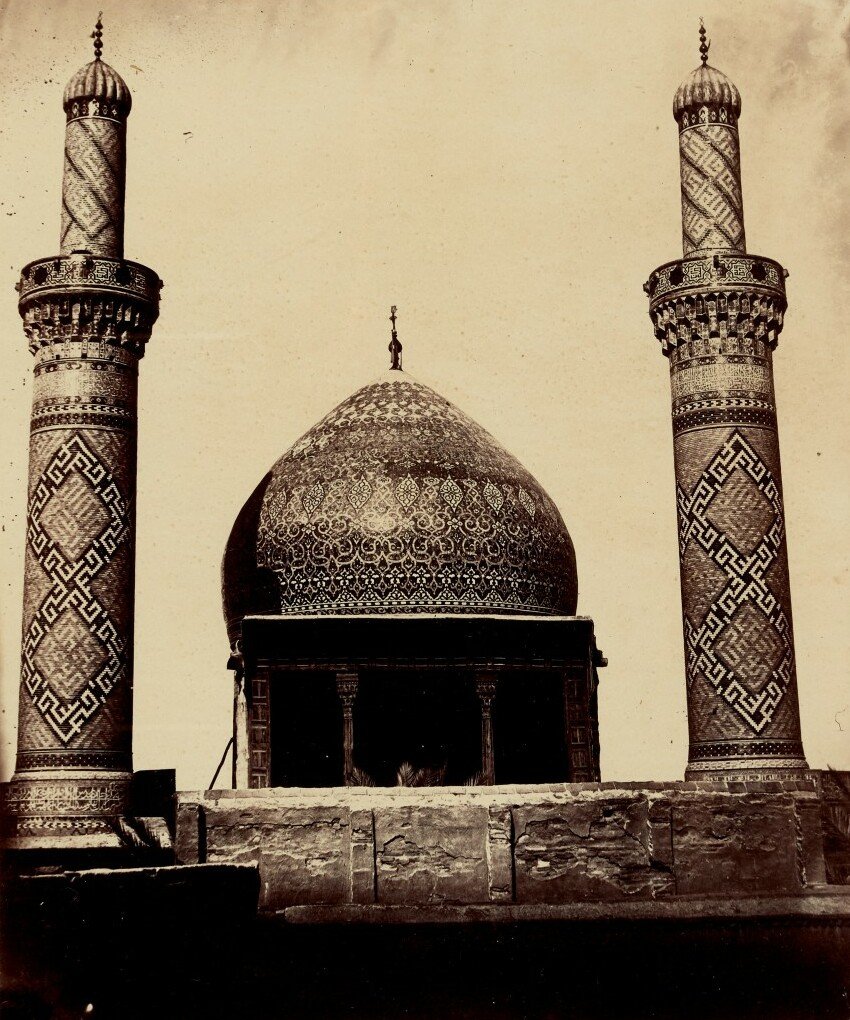
حرم عباس بن علی در عکسی از دورهٔ قاجار

در دوره قاجاریه: در زمان فتحعلی شاه قاجار پس از حمله وهابیهای سعودی به کربلا و رسیدن خبر به ایران، مردم ایران با همراهی دولت ایران کمک‌های بسیاری به شهر کربلا نمودند و تمامی خرابی‌های واردشده را ترمیم کردند. حرم عباس بن علی نیز تعمیر شد و از جمله این تغییرات، نصب ضریح نقره اهدایی فتحعلی‌شاه قاجار بود که در سال ۱۲۲۷ قمری انجام گرفت. تعمیرات آرامگاه در طول دوران قاجاریه قطع نشد و ناصرالدین شاه کاشی‌کاری گنبد را تجدید کرد (در سال ۱۳۰۴ قمری کاشی‌کاری صحن، و در سال ۱۳۰۵ قمری کاشی‌کاری گنبد انجام یافت). همچنین، شیخ عبدالحسین تهرانی، معروف به شیخ العراقین، با استفاده از یک سوم میراث (ثلث) میرزاتقی خان امیرکبیر تعمیرات وسیعی در آستانه مزبور انجام داد.
در دوره جمهوری اسلامی: بازسازی بین‌الحرمین و حرم‌های حسین بن علی و عباس بن علی به صورت گسترده بازسازی و تعمیر شدند و ساختمان‌های بسیاری در اطراف آن طراحی و ساخته شدند.